# Justin Keating
Justin Pascal Keating (ur. 7 stycznia 1930 w Dublinie, zm. 31 grudnia 2009 w Ballymore Eustace) – irlandzki polityk, lekarz weterynarii i dziennikarz, Teachta Dála i senator, poseł do Parlamentu Europejskiego, od 1973 do 1977 minister przemysłu i handlu.

## Życiorys
Syn malarza Seána Keatinga i działaczki lewicowej May Keating. W 1951 ukończył weterynarię na University College Dublin, a w 1955 biochemię na Uniwersytecie Londyńskim. Został wykładowcą anatomii na pierwszej z uczelni (1955–1960) i w Kolegium Trójcy Świętej w Dublinie (1960–1965). Od 1951 pracował jako najmłodszy na Wyspach Brytyjskich chirurg weterynaryjny. Przez kilka lat prowadził także programy telewizyjne o tematyce rolniczej i europejskiej w RTÉ, współpracował także jako prezenter z BBC.
W latach 50. i 60. należał do komunistycznej Irlandzkiej Partii Robotniczej, potem przeszedł do Partii Pracy. W latach 1969–1977 członek Dáil Éireann, później do 1981 zasiadał w Seanad Éireann z nominacji panelu rolniczego. W latach 1973–1977 minister przemysłu i handlu w rządzie Liama Cosgrave’a. Od stycznia do lutego 1973 po raz pierwszy był posłem do Parlamentu Europejskiego, następnie zasiadał w nim od lutego do czerwca 1984. Przystąpił do frakcji socjalistycznej, został wiceszefem Komisji ds. Socjalnych i Zatrudnienia. W późniejszych latach kierował organizacją Humanist Association of Ireland, promującą idee humanistyczne i laickie, a także National Crafts Council of Ireland.

## Życie prywatne
Od młodości ateista. Dwukrotnie żonaty, miał troje dzieci z pierwszego małżeństwa z pianistką Lorettą Wine. Po raz drugi ożenił się w 2005 z Barbarą Hussey.